# Велика Јабланица
Велика Јабланица (алб. Jabllanicë e Madhe) је насељено место у општини Пећ, на Косову и Метохији. Према попису становништва из 2011. у насељу је живело 827 становника.

## Становништво
Према попису из 2011. године, Велика Јабланица има следећи етнички састав становништва:
| Националност | 2011.        |
| Албанци      | 825 (99,75%) |
| недоступно   | 2 (0,25%)    |
| Укупно       | 827          |

| Демографија | Демографија | Демографија |
| Година      | Становника  | Становника  |
| ----------- | ----------- | ----------- |
| 1948.       | 464         |             |
| 1953.       | 555         |             |
| 1961.       | 584         |             |
| 1971.       | 726         |             |
| 1981.       | 878         |             |
| 1991.       | 882         |             |
| 2011.       | 827         |             |